# Kleinlöschfahrzeug (Deutschland)
Das Kleinlöschfahrzeug (Abkürzung: KLF) ist ein in Deutschland genormtes Feuerwehrfahrzeug mit einer zulässigen Gesamtmasse von maximal 4,75 Tonnen. Es darf in seiner neuen Version (Norm Ende 2012) mit vorhandener Führerscheinklasse B nur noch mit dem inzwischen bundesweit eingeführten Feuerwehrführerschein geführt werden. Die genaue Umsetzung ist Sache der Länder.

## Verwendung
Das Kleinlöschfahrzeug dient überwiegend zur Brandbekämpfung.
Das Kleinlöschfahrzeug soll besonders bei kleineren Feuerwehren Verwendung finden und mit den mitgeführten 500 Liter Löschwasser die selbstständige Bekämpfung von Kleinbränden unabhängig von einer externen Löschwasserversorgung ermöglichen, welches mit den bei solchen Feuerwehren zuvor häufig eingesetzten TSF nicht möglich war. Das Fahrzeug ist nur mit einer Staffelbesatzung besetzt, kann aber mit der zur Gruppe ergänzten Besatzung als selbstständige taktische Einheit agieren.
Das Kleinlöschfahrzeug ist in DIN 14 530 Teil 24 genormt.

## Geschichte

### Konzeption im Jahr 2004
Das KLF entstand infolge der Änderungen in der EG-Führerscheinrichtlinie. Es ging bei der Normung insbesondere darum, ein wasserführendes Fahrzeug, welches auch mit Führerscheinen der Klasse B gefahren werden kann, zu konzipieren. Dazu durfte eine Masse von 3,5 t nicht überschritten werden. Um dies zu erreichen, mussten erhebliche Abstriche bei der feuerwehrtechnischen Beladung in Kauf genommen werden, insbesondere war nur eine vergleichsweise leistungsschwache Pumpe (PFPN 5-600) vorgesehen, um Gewicht einzusparen. Das Kleinlöschfahrzeug war somit nur als Ergänzung unter bestimmten Voraussetzungen gedacht und konnte hinsichtlich der Beladung die bisher üblichen TSA und TSF nicht ersetzen.

### Überarbeitung der Norm im Jahr 2012
Im Jahr 2012 wurde die DIN 14530-24 grundlegend erneuert und die zulässige Gesamtmasse des Fahrzeuges auf 4,75 t erhöht. Das KLF hatte bis dato kaum Anhänger gefunden, was wahrscheinlich dem Aspekt der eingeschränkten Einsetzbarkeit aufgrund der leistungsschwachen Pumpe geschuldet war. Deshalb wurde nun ein Einsatzfahrzeug mit PFPN 10-1000 konzipiert, welches vom Grundkonzept stark einem TSF-W ähnelt, aber leichter und kostengünstiger als diese heute oft auf Lkw-Fahrgestellen aufgebauten Fahrzeuge ist. Auch Inhaber eines deutschen Feuerwehrführerscheins haben die Erlaubnis, ein KLF zu führen.

## Feuerwehrtechnische Beladung
Auf dem Kleinlöschfahrzeug befindet sich die unten aufgeführte feuerwehrtechnische Beladung zur Brandbekämpfung inklusive einer Tragkraftspritze PFPN 10-1000. Daneben verfügt das Fahrzeug über einen Tank mit einem Inhalt von mindestens 500 Liter Wasser. Dieser Tank kann durch einen kurzen, formstabilen B-Schlauch direkt an die mitgeführte Pumpe angeschlossen werden. Die Beladung entspricht im Wesentlichen der eines TSF, hinsichtlich der Schläuche und Armaturen der eines TSF-W.
| Teil                                                                 | Anzahl                                       |
| -------------------------------------------------------------------- | -------------------------------------------- |
| Pressluftatmer ohne Atemanschluss                                    | 4                                            |
| Atemanschluss (Vollmaske)                                            | 4                                            |
| Druckschlauch B-20                                                   | 10                                           |
| Druckschlauch C-15                                                   | 9+2 (Einrichtung zur schnellen Wasserabgabe) |
| D-Druckschlauch (Rollschlauch in Schnellangriffstasche)              | 1                                            |
| D-Hohlstrahlrohr                                                     | 1                                            |
| Strahlrohr CM oder Hohlstrahlrohr                                    | 3+1 (Einrichtung zur schnellen Wasserabgabe) |
| Strahlrohr BM/Hohlstrahlrohr B                                       | 1                                            |
| A-Saugschlauch                                                       | 4                                            |
| A-Saugkorb                                                           | 1                                            |
| Schutzkorb A (Draht oder Kunststoff)                                 | 1                                            |
| Verteiler BV oder BK                                                 | 1                                            |
| Übergangsstück B–C                                                   | 2                                            |
| Übergangsstück C–D                                                   | 1                                            |
| Standrohr                                                            | 1                                            |
| Schlüssel für Unterflurhydrant                                       | 1                                            |
| Schlüssel für Überflurhydrant                                        | 1                                            |
| Schachthaken mit Kette                                               | 1                                            |
| Kupplungsschlüssel ABC                                               | 3                                            |
| Seilschlauchhalter 1600                                              | 3                                            |
| Fangleine F30 im Fangleinenbeutel                                    | 4                                            |
| Arbeitsleine                                                         | 1                                            |
| Tragkraftspritze                                                     | 1                                            |
| Funkgerät 4-m-Band BOS (Festeinbau im Fahrzeug)/MRT (im Digitalfunk) | 1                                            |
| Handfunkgerät 2-m-Band BOS/HRT (im Digitalfunk)                      | 4                                            |
| Leiter (Steckleiter/Schiebleiter)                                    | 4-teilige Steckleiter                        |
| Nageleisen                                                           | 1                                            |
| Feuerwehraxt FA                                                      | 1                                            |
| Stechschaufel                                                        | 1                                            |
| Stoßbesen                                                            | 1                                            |
| Bügelsäge                                                            | 1                                            |
| Brechstange                                                          | 1                                            |
| Handscheinwerfer                                                     | 4                                            |
| Winkerkelle/Anhaltestab (optional)                                   | 1                                            |
| Warndreieck nach StVZO                                               | 2                                            |
| Abschleppseil                                                        | 1                                            |
| Fahrzeugverbandkasten                                                | 1                                            |

## Sonderbauarten
Die Bezeichnung „KLF“ wird auch für verschiedene nicht der Norm entsprechende Feuerwehrfahrzeuge verwendet. Diese haben jedoch teilweise völlig andere Einsatzspektren als das hier beschriebene Fahrzeug gemäß DIN.
So sah man sich z. B. nach der Wende und der Anpassung der gesetzlichen Bestimmungen in Thüringen veranlasst, den vielen, noch aus DDR-Zeiten nur mit einem TSA ausgerüsteten Feuerwehren, ein kostengünstiges „Kleinlöschfahrzeug“ zur Verfügung zu stellen. Dazu wurde ein Aluminium-Kofferaufbau bei verschiedenen Herstellern in Auftrag gegeben, allen voran Brandschutztechnik Müller, der auf unterschiedlichen Fahrgestellen montiert wurde. Anfangs waren dies Mercedes-Benz 310, später Mercedes-Benz Sprinter 314. Einzelne Exemplare wurden auch auf Volkswagen LT 35 aufgebaut. Zur Einsparung von Kosten hat das so genannte KLF-Th (Kleinlöschfahrzeug Thüringen) keinen Wassertank und bietet auch nur fünf Einsatzkräften (1/4) Platz. Das Fahrzeug ist somit eher vergleichbar einem TSF gemäß DIN.
Die Hamburger KLF haben recht wenig mit Löschfahrzeugen zu tun, sie sind eher mit Einsatzleitwagen oder Kommandowagen vergleichbar.
Die Besatzung besteht in der Regel aus dem Zugführer und einem Melder/Fahrer. Die Fahrzeuge sind baugleich mit den in Hamburg einsetzten Notarzteinsatzfahrzeugen, so dass die Beladung durch einheitliche Schienen untereinander tauschbar ist. Als Fahrgestell diente in der Regel ein VW-Transporter (T4/T5), heute sind es jedoch Mercedes-Benz Sprinter. Die Beladung umfasst neben Einsatzunterlagen, einem klappbaren Schreibtisch, Chemikalienschutzanzügen, Flipchart, Megaphon, Fernglas und drei Zwei-Flaschen-Atemschutzgeräte auch eine Rettungsdienstliche Ausstattung im kleineren Umfang. Durch Modulbeladung kann das KLF weiter als GW-MANV eingesetzt werden.